# PlanetSide
Planetside war ein Online-Computerspiel der Kategorie MMOFPS in einem Military-Science-Fiction-Szenario.

## Spielinhalt und -beschreibung
Der Spieler kann sich für eine der drei Fraktionen New Conglomerate, Terran Republic oder Vanu Sovereignty entscheiden und in den Kampf um die 4 Kontinente der fiktiven Welt Auraxis eingreifen.
Jeder dieser Kontinente besitzt mehrere Fabriken / Basen und Wachtürme. Diese können jeweils von den drei Fraktionen erobert werden und bieten neben der Möglichkeit des respawns nach dem virtuellen Tod auch zusätzliche Boni. Die Kontinente sind durch so genannte Warpgates miteinander verbunden und können so bereist werden. Weiterhin kann von der Basisstation jeder Fraktion auch ein Flug per Shuttle (HART genannt) zu den Kontinenten unternommen werden. Dadurch lassen sich Kampfherde innerhalb weniger Minuten von überall erreichen.
Ähnlich einem Rollenspiel lässt sich der Charakter ausbauen und kann mit der Zeit durch den Erwerb von Erfahrung Stufen aufsteigen (Battle Ranks und Command Ranks) und damit zusätzliche Fertigkeiten erlernen. Neben allerlei Waffen und Rüstungen kann der Spieler auch diverse Flug- und Fahrzeuge verwenden, wobei sich dabei die drei Fraktionen im Aussehen und der Auswahl deutlich unterscheiden.
Bemerkenswerterweise war Planetside der erste Egoshooter, in dem mehrere hundert Spieler in einem Gebiet gegeneinander kämpfen konnten, und bot damit ein komplett anderes Spielerlebnis als die üblichen Kämpfe in anderen Spielen mit ca. einem Dutzend Kämpfern.

## Entwicklungsgeschichte
Planetside wurde ursprünglich von Verant Interactive (auch bekannt durch EverQuest) in deren Büros in San Diego und St. Louis entwickelt. Es erfolgte erst eine Kooperation mit Sony Online Entertainment, später dann eine komplette Übernahme durch SOE. Den Vertrieb übernahm in Europa Ubisoft.
Ein knappes halbes Jahr nach Veröffentlichung von Planetside kam die Erweiterung Core Combat hinzu, die neue Waffen, Fahrzeuge und Kämpfe in unterirdischen Höhlen mitbrachte. Diese Erweiterung ist später in das Hauptprogramm komplett integriert worden und für alle Spieler ohne Zusatzkosten freigeschaltet.
Inzwischen gibt es auch eine eingedeutschte Version mit Namen Planetside Invasion mit Vertrieb über Koch Media Deutschland GmbH (s. u.).
Am 24. Januar 2014 gab Sony Online Entertainment bekannt, dass PlanetSide im April 2014 free-to-play sein wird. Am 29. April 2014 wurde es als Free-to-play-Version umgestellt.
Nach einer zweiwöchigen Ankündigungsphase wurden am 1. Juli 2016 die Server vom Betreiber abgeschaltet.

## Veröffentlichungsdaten
- Planetside in USA (englisch) über Sony Online Entertainment: 20. Mai 2003
- Planetside in Europa (englisch) über Ubi Soft: 22. Mai 2003
- Planetside in Deutschland (englisch) über Ubi Soft: 12. Juni 2003
- Core Combat in USA (englisch) über Sony Online Entertainment: 27. Oktober 2003
- Core Combat in Europa inkl. Deutschland (englisch) über Ubi Soft: 28. November 2003
- Planetside Reserves bei Sony Online Entertainment: 24. März 2006
- Planetside Invasion in Deutschland (deutsch) über Koch Media Deutschland GmbH: 28. April 2006
- Planetside 2 China über Sony Online Entertainment: 27. Juni 2013[3]
- Abschaltung der Server: 1. Juli 2016

## Nachfolger
Im Oktober 2009 begannen die Arbeiten an der Fortsetzung, bzw. Neuauflage, PlanetSide 2, die am 20. November 2012 im Vertriebsmodell free-to-play erschienen ist. Das Spiel ist über die offizielle Internetseite als auch über Steam herunterladbar.